# De kinderen van Verona
De kinderen van Verona is een hoorspel van Muse Dalbray. Het werd bewerkt door Werner Hausmann en vertaald door Erna van der Beek. De AVRO zond het uit op donderdag 27 april 1967, van 21.35 uur tot 22.30 uur (met herhalingen op donderdag 5 oktober 1967 en donderdag 3 juli 1969). De regisseur was Dick van Putten.

## Rolbezetting
- Els Buitendijk (Julia)
- Paul van der Lek (Romeo)
- Willy Ruys (Fidel, de nar)
- Rien van Noppen (de prins)
- Joke Hagelen, Paula Majoor & Corry van der Linden (de drie kantklossters)
- Donald de Marcas, Alex Faassen jr. & Martin Simonis (de drie verliefde jongemannen)
- Trudy Libosan (de jonge Julia)
- Jaap Hoogstraten (de jonge Romeo)

## Inhoud
Het thema van de ongelukkige gelieven die eerst in de dood verenigd worden is een herhaaldelijk gevarieerd motief in de literatuur. Het lot van de gelieven van Verona dat Shakespeare heeft vereeuwigd in zijn drama Romeo en Julia is spreekwoordelijk geworden. In Tsjaikovski’s ouverture horen we het drama sterk gecomprimeerd: de strijd tussen de beide machtige families, de eerst schuchter aangeheven liefdezang die weldra aanzwelt naarmate het noodlot dreigender vormen aanneemt, en ten slotte de vermorzeling van het radeloze tweetal. Dit alles is heel aangrijpend en heel mooi, maar we leven nu eenmaal in een  tijd waarin men mooie en aangrijpende zaken demythologiseert. Muse Dalbray doet dat in haar hoorspel. Wat, zo luidt de vraag, zou er gebeurd zijn als Romeo en Julia nu eens niet in de grafkelder waren doodgegaan? Zouden ze dan niet op den duur een net en fatsoenlijk echtpaar hebben gevormd? Of laat hun reputatie een dergelijke afloop niet toe? Dat zou dan een nieuw conflict opleveren, waarvan hùn kinderen weleens de dupe konden worden…